# Боливар, Игнасио
Игна́сио Боли́вар-и-Уррутия (исп. Ignacio Bolívar y Urrutia; 9 ноября 1850, Мадрид — 19 ноября 1944, Мехико) — испанский натуралист и энтомолог, специалист по прямокрылым. Академик Испанской королевской академии наук и Королевской академии испанского языка.

## Биография
Родился 9 ноября 1850 году в Мадриде. Учился в Мадридском университете на факультете естественных наук и юридический факультете. В 1871 году стал одним из основателей Королевского испанского общества естественной истории и занимал должность секретаря общества. В 1877 стал заведующим кафедрой энтомологии. В 1873 году защитил докторскую диссертацию области естественных наук по теме «Apuntes para la clasificación de los ortópteros y su distribución geográfica en la Península». В 1898 году избран действительным членом Испанской королевской академии наук. В 1901 году стал директором Национального музея естественных наук. С 1921 по 1930 годы был директором Королевского ботанического сада в Мадриде. В 1931 году избран академиком Королевской академии испанского языка. В 1935 году возглавил Совет по расширению исследований и научных исследований, членом которого был с момента его создания в 1907 году.
В 1936 году после начала гражданской войны Игнассио Боливар, не поддержавший революцию, вынужден был переехать во Францию вначале в Сар, а затем в январе 1939 году в Верне-ле-Бен, а позже эмигрировал в Мексику. В Мексике он стал почетным профессором Национального автономного университета Мексики и почетным членом Мексиканского общества естественной истории. Умер 19 ноября 1944 года в Мехико.
Совет министров Испании 21 декабря 2018 года принял решение реабилитировать Игнасио Боливара и шестерых других ученых уволенных по политическим и идеологическим мотивам в период диктатуры Франко и 30 января 2019 года дипломы академиков были возвращены их родственникам.

## Научная деятельность
Первая научная публикация Игнасио Боливара вышла в 1873 году, она была посвящена новым или малоизвестным прямокрылым Испании. В 1905 году благодаря усилиям Боливара создана по Комиссия изучению Северо-Западной Африки и с 1903 по 1910 годы в журнале Memorias de la Real Sociedad Española de Historia Natural опубликованы сведения о коллекциях собранных Мануэлем Мартинесом де ла Эскалером в Испанской Гвинее. В 1935 году под его руководством в Мадриде был проведен VI Международный энтомологический конгресс. В Мексике им был основаны Ассоциация преподавателей испанских университетов в изгнании и журнал Ciencia.
Боливар описал более 1000 новых для науки видов и около 200 родов.

## Публикации
Игнасио Боливар был автором более 300 научных работ.
- Bolívar I. Sinópsis de Los Ortópteros de España Y Portugal. — Madrid: Impr. de T. Fortanet, 1876.
- Bolívar y Urrutia, I. Artrópodos del viaje al Pacífico verificado de 1862 á 1865 por una comision de naturalistas enviada por el gobierno español. Insectos neurópteros y ortópteros. — Madrid,: Impr. de M. Ginesta,, 1884.
- Bolívar I. Dermápteros y Ortópteros de Marruecos. — Museo Nacional de Ciencias Naturales, 1914. — 80 с.
- Bolívar I. Ortópteros de España nuevos o poco conocidos (исп.) // Anales de la Sociedad Española de Historia Natural. — 1873. — No 2. — P. 213–237.
- Bolívar I. Sinopsis de los Ortópteros de España y Portugal. Tercera parte (исп.) // Anales de la Sociedad Española de Historia Natural. — 1877. — No 6. — P. 249–348.
- Bolívar I. Analecta Orthopterologica (исп.) // Anales de la Sociedad Española de Historia Natural. — 1878. — No 7. — P. 423–470.
- Bolívar I. Diagnoses d'Orthoptères nouveaux. Le Naturaliste (фр.) // Journal des échanges et des nouvelles. — 1885. — No 7. — P. 116–117.
- Bolívar I. Essai sur les Acridiens de la tribu des Tettigidae (фр.) // Annales de la Société entomologique de Belgique. — 1887. — No 31. — P. 175–313.
- Bolívar I. Contributions à l'étude des Mecopodinae (фр.) // Annales Musei Nationalis Hungarici. — 1903. — No 1. — P. 161–178.